# Râul Valea Borii
Râul Valea Borii este un curs de apă, unul din cei doi afluenți de stânga ai râului Valea Răchițelii. Celălalt afluent de stânga este Râul Boianu. 

## Generalități hidrografice
Râul Valea Borii nu are afluenți semnificativi. 

## Hărți
- Harta Munților Poiana Ruscă  Arhivat în 12 martie 2010, la Wayback Machine.
- Harta Munților Retezat  Arhivat în 10 iulie 2012, la Wayback Machine.
- Harta județului Hunedoara